# حلزون دریایی

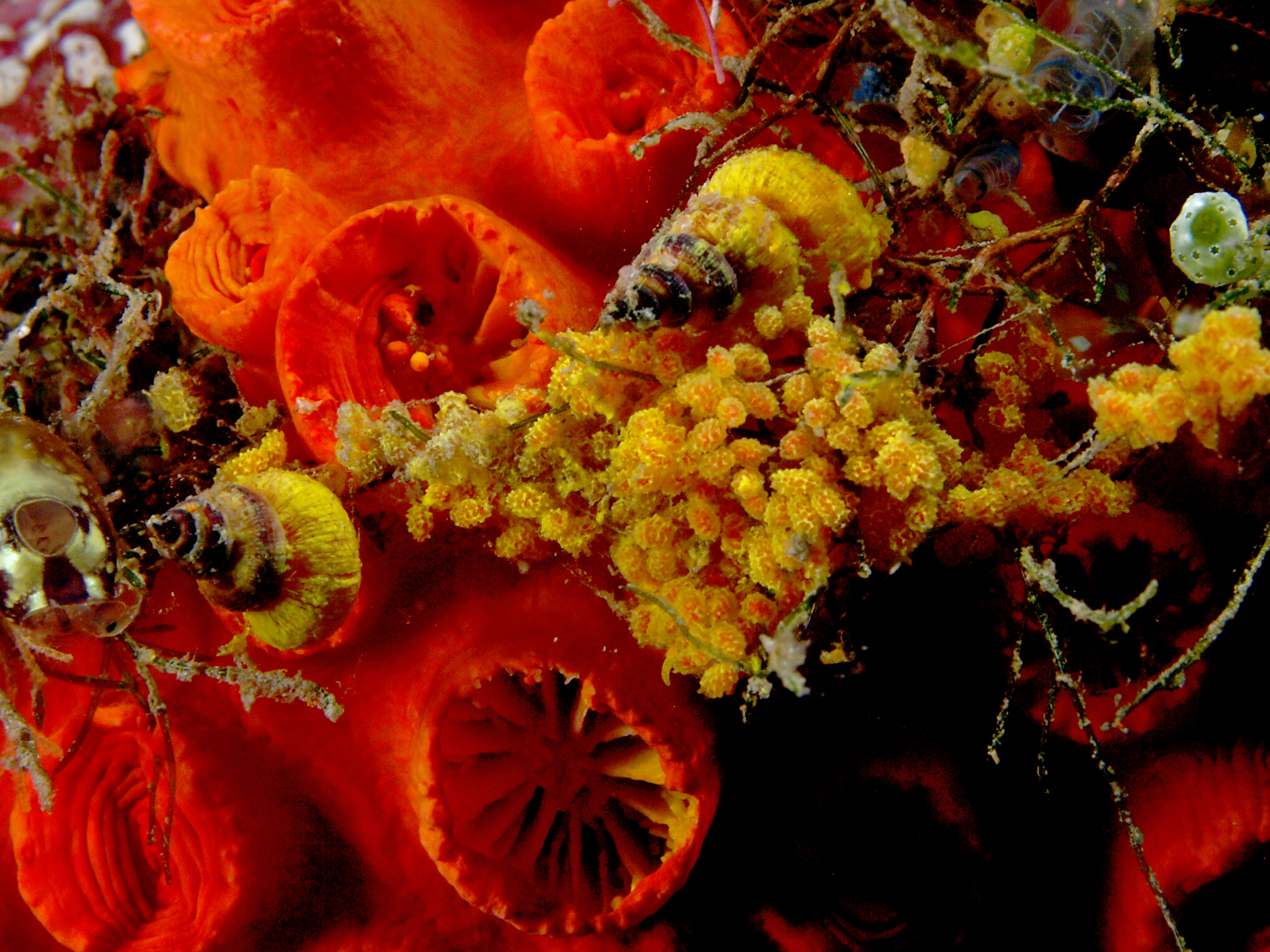

حلزون دریایی (انگلیسی: Sea snail) نام عمومی برای حلزون‌هایی است که در درون آب دریا زیست می‌کنند.

## تعریف
تعیین اینکه آیا برخی از گاستروپودها را باید حلزون دریایی نامید، همیشه آسان نیست. برخی از گونه‌هایی که در آب‌های شور زندگی می‌کنند (مانند نرتیدهای خاص) را می‌توان به عنوان حلزون آب شیرین یا حلزون دریایی، و برخی از گونه‌هایی که در سطح جزر و مد یا بالای آن زندگی می‌کنند (برای مثال گونه‌هایی از جنس ترنکالدا) گاهی در نظر گرفته می‌شوند حلزون دریایی هستند و گاهی به عنوان حلزون خشکی ذکر می‌شوند.